# Hendaye
Hendaye (Baskisch: Hendaia) is een klein Frans stadje in het departement Pyrénées-Atlantiques en in Frans-Baskenland. Deze kustplaats telde op 1 januari 2022 18.074 inwoners en ligt aan de monding van de rivier Bidasoa in de Golf van Biskaje, tegen de grens met Spanje. Vlak over de grens ligt Irún in Spaans Baskenland, dat vier keer zoveel inwoners heeft. 

## Geschiedenis
De geschiedenis van de stad is getekend door de grens tussen Frankrijk en Spanje. Tussen de 16e en de 18e eeuw kende de stad hierdoor meermaals oorlogsgeweld. In 1793 werd Hendaye volledig verwoest. Om de stad te beschermen werd het Fort Gaztelu Zahar gebouwd. Het Fazanteneiland (Île des Faisans), een riviereiland tussen Frankrijk en Spanje, speelde een belangrijke rol in de geschiedenis. Hier werd 1659 de Vrede van de Pyreneeën tussen beide landen getekend. 
In 1864 werd de spoorlijn naar Spanje aangelegd. In de stad kwam een groot rangeerstation; het spoornetwerk in Spanje had immers een andere spoorbreedte. Dit zorgde voor een economische opleving van de gemeente. Naast de plaatselijke likeur die er al sinds de 17e eeuw gemaakt werd, kwamen er fabrieken waar allerhande zaken werden geproduceerd: veldflessen, baretten, pistolen en sandalen. In de tweede helft van de 19e eeuw werd ook het toerisme belangrijk. Er kwamen een casino (1884), een sanatorium (1899) en luxueuze hotels. In 1925 kwam er een nieuw treinstation aan Handaye-Plage. Tussen 1908 en 1937 reed er ook een elektrische tram in Hendaye.
Op 23 oktober 1940 had Adolf Hitler in Hendaye een ontmoeting met de Spaanse generaal Francisco Franco. Het stadje was destijds onderdeel van de door Duitsland bezette zone van Frankrijk.

## Geografie
De oppervlakte van Hendaye bedroeg op 1 januari 2022 7,95 vierkante kilometer; de bevolkingsdichtheid was toen 2.273,5 inwoners per km².
De Bidasoa mondt hier uit in de Baai van Txingudi en zo in de Golf van Biskaje. In de Bidasoa ligt het riviereiland Fazanteneiland op de grens tussen Frankrijk en Spanje. Het behoort afwisselend zes maanden tot Frankrijk en zes maanden tot Spanje. De baai vormt een natuurlijke haven. Voorbij de monding in zee ligt een zandstrand van drie kilometer. Ten oosten daarvan ligt aan de kust het rotsachtige domaine d’Abbadia van 65 ha met voor de kust twee rotseilanden, Les Jumeaux.
De onderstaande kaart toont de ligging van Hendaye met de belangrijkste infrastructuur en aangrenzende gemeenten.

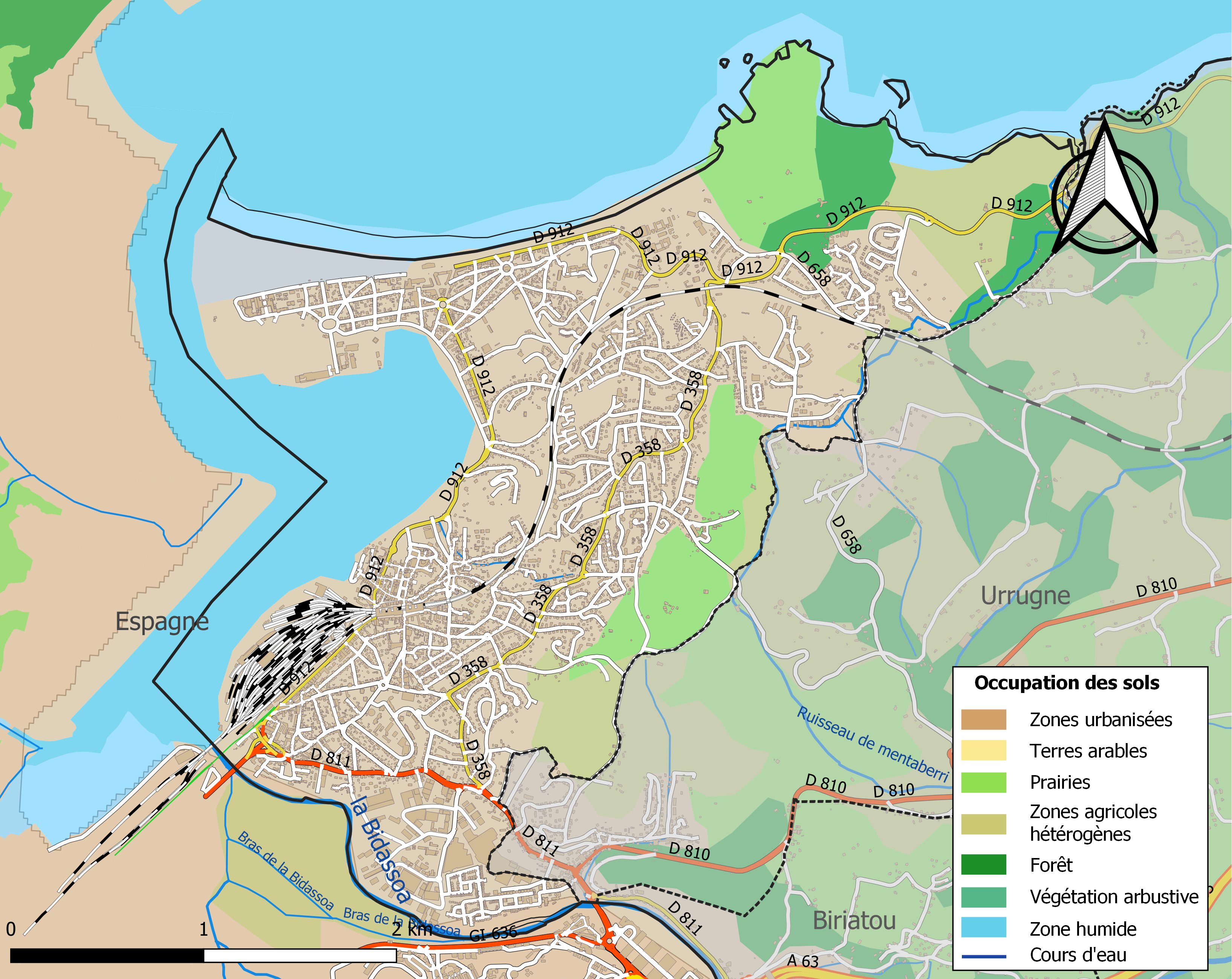

## Demografie
Onderstaande figuur toont het verloop van het inwonertal (bron: INSEE-tellingen).

## Verkeer en vervoer
Aan de andere kant van de monding van de Bidasoa, bij de Spaanse plaats Hondarribia ligt het vliegveld van San Sebastian, waarvan de belangrijkste aanvliegroute over de strandwijk van Hendaye ligt. Verder is de plaats per TGV te bereiken vanuit Parijs en Bordeaux, en ook stoppen er op station Hendaye Spaanse treinen afkomstig uit onder andere Madrid. Voor het station ligt het eindpunt van de metro van San Sebastian.
Bij de strandwijk ligt het spoorwegstation Les Deux-Jumeaux.

## Sport en recreatie
De gemeente heeft een zandstrand van drie kilometer. In Hendaye start de wandelroute GR10 die via de Pyreneeën naar de Middellandse Zee loopt. Verder ligt Hendaye aan de Europese wandelroute E9. Hendaye was drie keer etappeplaats in de wielerwedstrijd Tour de France. Dit was het geval in 1928, 1930 en 1996. In 1996 zegevierde Nederlander Bart Voskamp in Hendaye.

## Stedenbanden
Hendaye heeft stedenbanden met:
- Peebles (Schotland)
- Viana do Castelo (Portugal)
- Arguedas (Spanje)

## Bekende inwoners
- Antoine d'Abbadie (1810-1897), etnoloog en burgemeester
- Pierre Loti (auteur), gestorven in Hendaye in 1923.

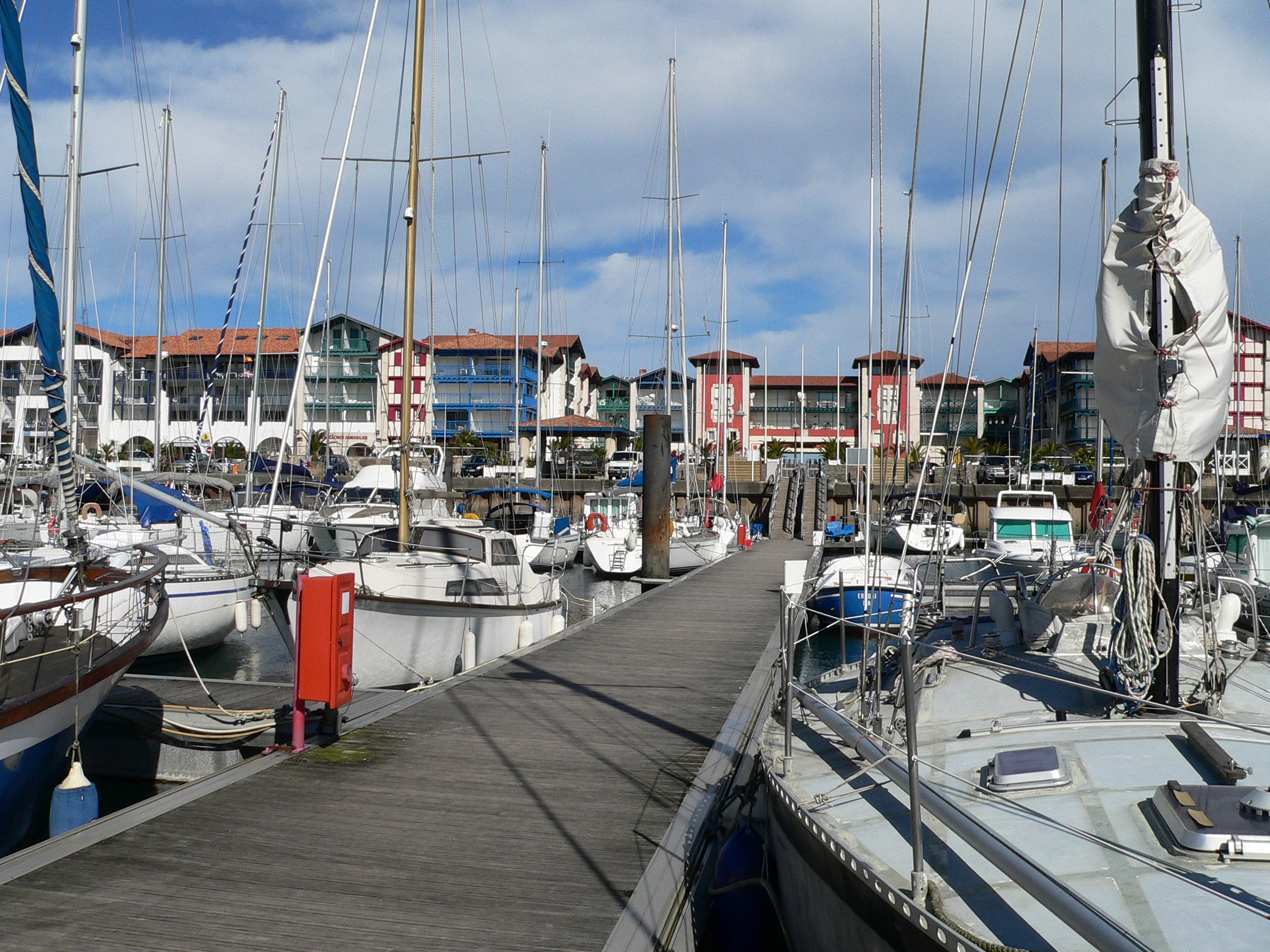
Uitzicht over de haven.

- Bixente Lizarazu (voetballer).